# Миколаївка (місто)
Микола́ївка — місто районного значення в Україні, у Краматорському районі Донецької області. Адміністративний центр Миколаївської міської громади.
Населення 4 612 мешканців (2024 рік). Розташована поблизу залізничної станції Електрична. Статус міста з 2003 року (постанова Верховної Ради України № 1246-IV від 18.11.2003 року). До 2016 року входило до Слов'янської міськради.
У місті розташована Слов'янська ТЕС, крупноблочна електростанція, встановлена виробнича потужність електростанції — 880 МВт, що належить Донбасенерго.

## Географія
Місто знаходиться поблизу річки Сіверський Донець за 20 км на схід від Слов'янська, та за 12 км від станції Машчормет (на лінії Слов'янськ — Лиман).
Фізична відстань до Києва — 528 км Сусідні населені пункти:.

## Історія

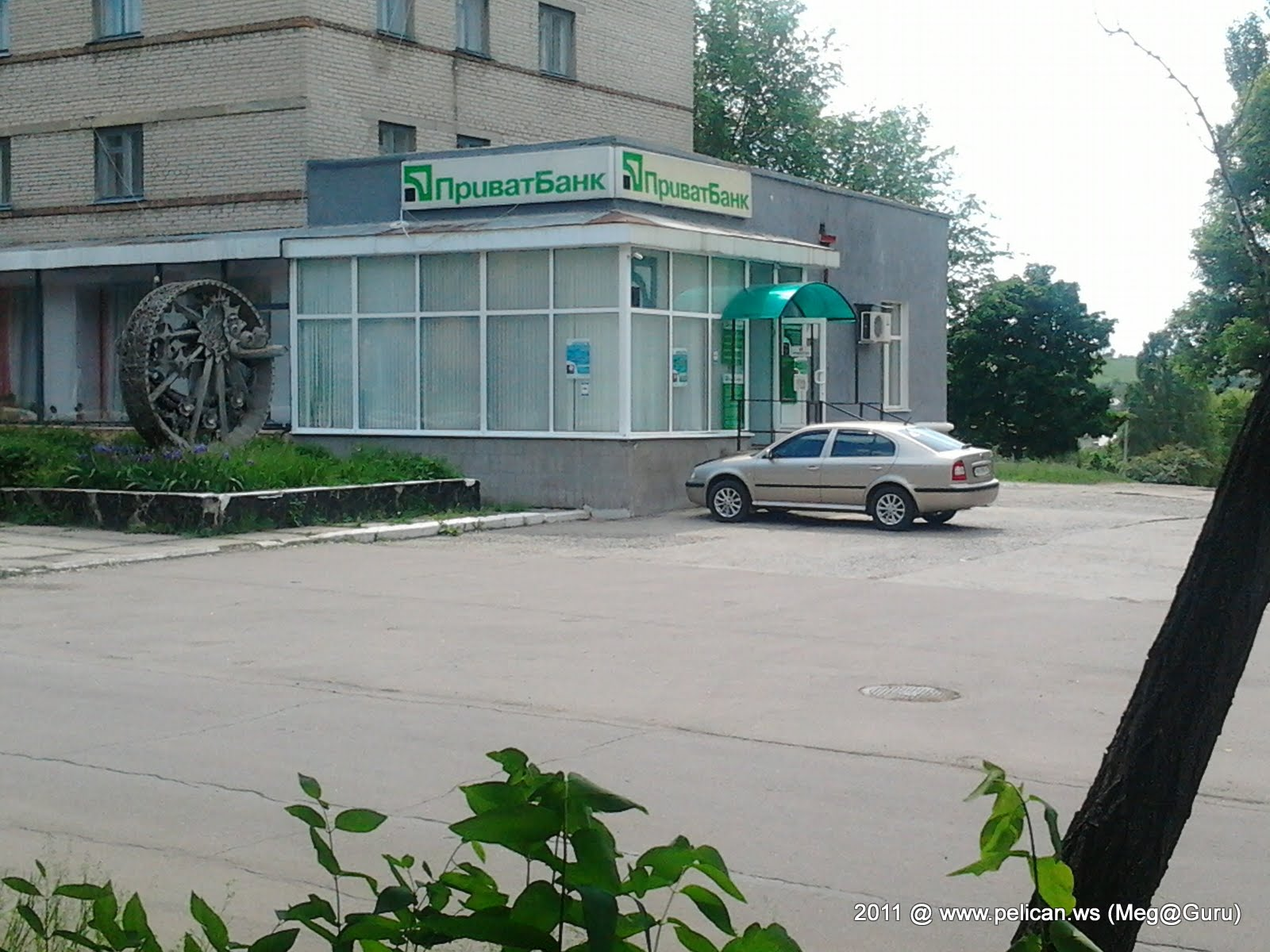
Відділення ПриватБанку у Миколаївці (2011)

Миколаївка заснована в першій половині XVIII столітті. Була володінням обозного Ізюмського полку Данила Бистрицького. В 1732 році у володінні Бистрицького було дворів — 18, хат — 34, душ — 83.
За церковним записам і за переказами, на береги річки, що знаходиться приблизно за 15-16 км від Слов'янська, прибули дві сім'ї братів Грунських, які й стали першими поселенцями цих місць. Річка, що впадає в Сіверський Донець, була дуже бурхливою і, витікаючи з ярів і горбів, що складаються з червоної глини, розмивала дернисті береги. Це дало назву Червоний Бик річці та поселенню.
Селище Червоний Бик перетворилося на слободу, потім в село і до кінця XVIII століття тут налічувалося 397 дворів, близько двох тисяч осіб обох статей. За легендою, в одного з поселенців знайшлася ікона, на якій був зображений святий Миколай-угодник. В селищі була побудована каплиця, куди поставили ікону Миколи-угодника. Через деякий час поселення Червоний Бик було перейменовано в Миколаївку, на ім'я каплиці Миколи-угодника.
Каплиця з іконою Миколи-чудотворця, за переказами, була перенесена в знову побудовану в 1748 році церкву, потім вона неодноразово перебудовувалася, освячувалася церковнослужителями, і селище ставало повноправною слободою, церковним приходом.

### XXст.
1903 року Петро Семенов-Тян-Шанський писав про Миколаївку: «Вся глина Миколаївського родовища відрізняється високою якістю і нею користуються гончарі не тільки ближнього села, а й багатьох сіл, які знаходяться за 10 верст звідси». В 1900 році на базі кольорової глини між Миколаївкою і Рай-Олександрівкою слов'янський заводчик Ессен побудував порцеляновий завод, де працювало багато миколаївців. В 1910 році в Миколаївці була створена гончарна школа, у якій 4 майстри навчали близько 70 учнів.
Після повалення Тимчасового уряду в Миколаївці було організовано земство. Після Жовтневої революції в Миколаївці був обраний волосний революційний комітет. Партизани Миколаївки, які загинули в роки Громадянської війни, поховані у братській могилі в Райгородці.
В 1931 році в Миколаївці була організована ферма. В 1932 році на фермі було 30 корів, 150 овець, 30 свиней. В селі було організовано два колгоспи. Вершина об'єдналася в колгосп імені Чубаря, а нижні вулиці села — в колгосп імені XV з'їзду партії.
З жовтня 1941 року по червень 1942 року по річці Донець проходив фронт. В ніч на 2 вересня 1943 року всі жителі були евакуйовані по дорогах у напрямку до Дніпра. Цим німці прикривали свій відступ, тому що разом з мирними жителями рухався німецький обоз: кінний і машинний. Майже все село було спалене німцями при відступі. З 940 будинків Миколаївки залишилося 72 будинки. 12 вересня 1943 року Червона Армія звільнила село Варварівку Краматорського району, де знаходилися жителі Миколаївки.

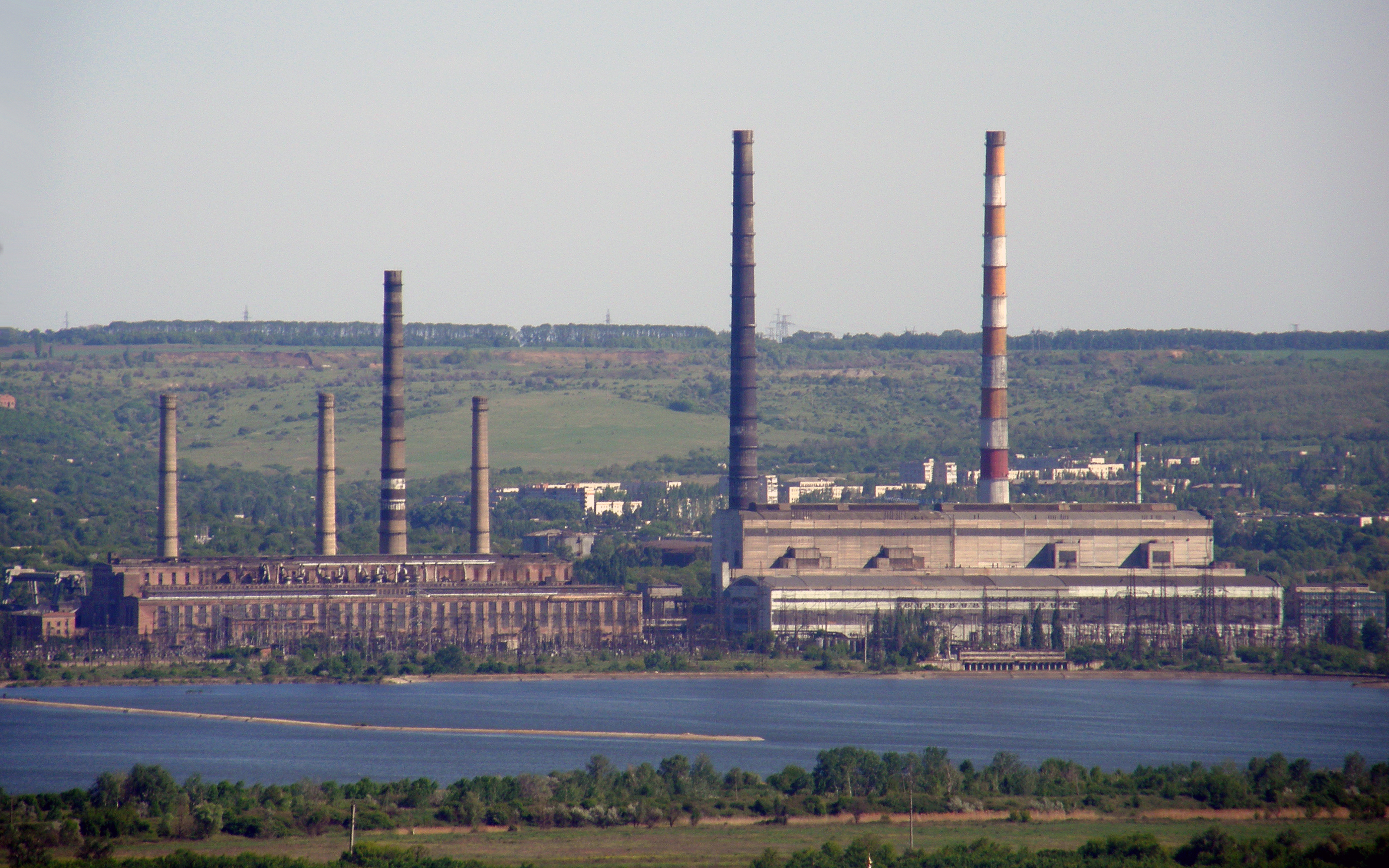
Слов'янська ТЕС

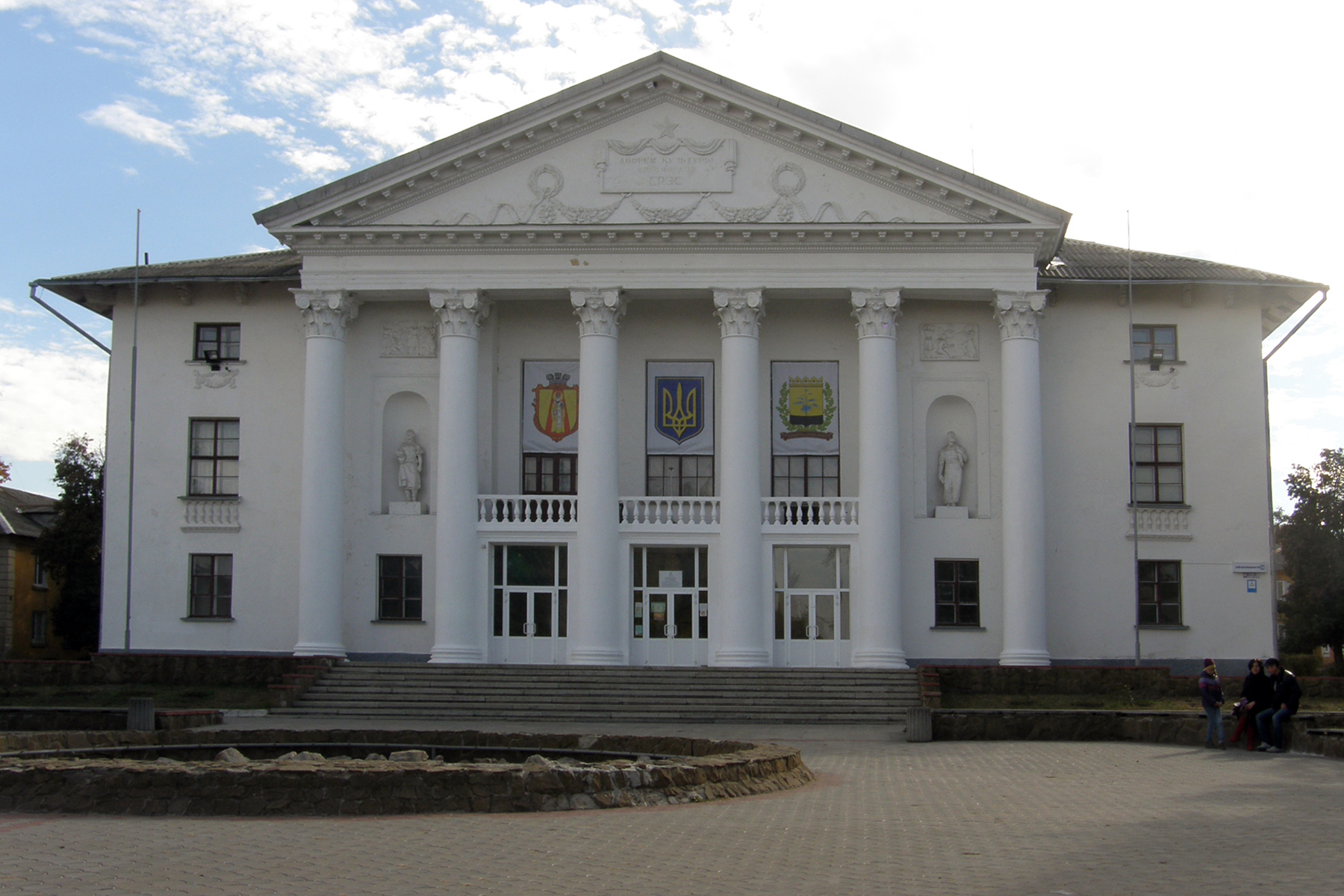
клуб Слов'янської ТЕС

У 50-ті рр. XX ст. розвиток промисловості Донбасу потребував великих обсягів електроенергії. Наприкінці 1951 р. на березі річки Сіверський Донець розпочалося будівництво великої теплової електростанції. У вересні 1954 р. Слов'янська ДРЕС розпочала виробництво електроенергії. Разом з електростанцією поруч з селом Миколаївка розпочалось будівництво нового селища.
Рішенням виконавчого комітету обласної ради від 14 вересня 1956 р. село Миколаївку Слов'янського району разом із новим селищем Слов'янської державної районної електростанції віднесли до категорії селищ міського типу, залишивши за ним найменування Миколаївка. Рішенням виконавчого комітету обласної ради від 8 липня 1970 р. село Біляївку Миколаївської селищної ради включили в межі Миколаївки. Статус міста Миколаївка отримує у 2003 році.

### Російсько-українська війна (2014)
Під час російсько-української війни Миколаївка 3 липня 2014 року була повністю блокована українськими збройними силами, а в самому місті було знищено 6 опорних пунктів російських бойовиків та склад боєприпасів, у яку сили АТО не ввійшли через знаходження на той час вогневих точок терористів, розташованих у багатоповерхівок, звідки вівся вогонь снайперами.
4 липня 2014 року місто було звільнене від російських бойовиків силами АТО — бійцями Національної гвардії та спецпризначенців МВС України. Також у полон здались 50 терористів із ватажком на прізвисько «Скорпіон», частина з них знаходилась у місцевій лікарні. У підвалі місцевого будинку культури переховувалось понад 150 місцевих мешканців, і вирішувалось питання щодо їх переміщення до табору біженців. Операцією по звільненню заручників керував майор Олександр Ткаченко, відзначилася розвідка окремої артилерійської батареї (підполковник Олександр Шкляренко). Підрозділ майора Олега Апостола 4 рази заходив у місто і штурмував укріпрайон терористів, зокрема промислову зону, ТЕЦ, близько розташовані блокпости, одного українського військовослужбовця було вбито та ще 14 поранено. Група майора практично викликала вогонь на себе, даючи змогу виявити вогневі позиції противника та уразити їх найбільш небезпечні та броньовані цілі.
2 жовтня 2014-го оприлюднено інформацію, що біля Миколаївки виявили братську могилу — три тіла жінок і двох чоловіків. При первинному огляді трупів було встановлено, що у них вогнепальні чи осколкові поранення.
Загинули у боях за місто
- Катеринюк Олександр Вікторович (1997—2022) — старший солдат Збройних Сил України, учасник російсько-української війни, що загинув 30 березня 2022 року в ході російського вторгнення в Україну.

## Населення
Під час останнього перепису населення 2001 року населення Миколаївки становило 16 620 жителів.
| 1959  | 1970   | 1979   | 1989   | 1998 | 2001   | 2004   | 2007   | 2010   | 2012   |
| ----- | ------ | ------ | ------ | ---- | ------ | ------ | ------ | ------ | ------ |
| 7 014 | 15 309 | 16 613 | 16 189 | 16,4 | 16 620 | 16 408 | 16 203 | 15 920 | 15 780 |

За даними перепису 2001 року 47,34 % зазначили рідною мову українську, 51,45 %— російську, 0,18 %— білоруську, 0,09 %— вірменську, 0,04 %— румунську, 0,01 %— грецьку, польську та болгарську мови